# Richard Daddy Owobokiri
Richard Daddy Owobokiri, noto come Ricky (Port Harcourt, 16 luglio 1961), è un ex calciatore nigeriano, di ruolo attaccante.

## Carriera
Fu capocannoniere del campionato portoghese nel 1992.

## Palmarès
- Coppa di Francia: 1

Metz: 1987-1988
- Campionato portoghese: 1

Benfica: 1988-1989
- Coppa del Portogallo: 2

Estrela Amadora: 1989-1990
Boavista: 1991-1992
- Supercoppa di Portogallo: 1

Boavista: 1992
- Campionato qatariota: 1

Al-Arabi: 1995-1996